# Habrocestoides parvulum
Habrocestoides parvulum är en spindelart som först beskrevs av Banks 1895.  Habrocestoides parvulum ingår i släktet Habrocestoides och familjen hoppspindlar. Inga underarter finns listade i Catalogue of Life.